# Khonkhwa
Khonkhwa – wieś w Botswanie w dystrykcie Southern. Według spisu ludności z 2011 roku wieś liczyła 475 mieszkańców.